# Leonidas Lagakos
Leonidas Lagakos, gr. Λεωνίδας Λαγάκος (ur. 1 kwietnia 1936 w Paryżu, zm. 15 grudnia 1989 w Atenach) – grecki polityk i ekonomista, parlamentarzysta krajowy, poseł do Parlamentu Europejskiego I i II kadencji.

## Życiorys
Z zawodu ekonomista, pochodził z miejscowości Ksirokampi w Lakonii. Jego ojciec Elias Lagakos (1899–1956) był członkiem parlamentu i ministrem w rządzie Sofoklesa Wenizelosa. W 1963 i 1964 wybierany do Parlamentu Hellenów w okręgu Sparta z ramienia Unii Centrum, był wówczas najmłodszym parlamentarzystą. Uchodził za stronnika Jeorjosa Papandreu. W 1967 przez kilka miesięcy ukrywał się przed aresztowaniem grożącym mu ze strony junty czarnych pułkowników.
W okresie demokratyzacji dołączył Ogólnogreckiego Ruchu Socjalistycznego. W latach 1981–1984 i 1985–1989 wykonywał mandat posła do Parlamentu Europejskiego (od 1 stycznia do 2 listopada 1981 w ramach delegacji krajowej, w 1981 wybrany w wyborach, zaś 9 stycznia 1985 zastąpił Grigorisa Warfisa). Przystąpił do Partii Socjalistów, należał m.in. do Komisji ds. Transportu i Turystyki oraz Delegacji ds. stosunków ze Stanami Zjednoczonymi. Zmarł nagle kilka miesięcy po końcu II kadencji